# Don't Panic
«Don't Panic» és una cançó de la banda britànica Coldplay, llançada el 19 de març de 2001 com a quart i darrer senzill del seu àlbum d'estudi de debut, Parachutes. Originalment es titulava Panic i el grup ja la tocava en directe l'any 1998 amb una melodia diferent a aquesta, que fou inclosa en l'EP The Blue Room.
Després de l'èxit aconseguit durant l'any 2000 amb l'àlbum de debut, el grup va decidir publicar un quart senzill en regions on els hits "Yellow" i "Trouble" no havien triomfat tant, evitant així una sobresaturació. El llançament es va produir a diversos països europeus però per exemple al Regne Unit només es va editar una versió de promoció.

## Informació
La versió original de la cançó, titulada Panic, fou una de les primeres composicions del grup, fins i tot estava inclosa en la llista de cançons del seu primer concert al Camden's Laurel Tree el 1998. La gravació original es va realitzar el 1999 i a final d'any fou inclosa en l'EP The Blue Room. Durant a l'enregistrament de Parachutes, Ken Nelson va proposar tornar-la a produir canviant la melodia i retocant les lletres per tal d'incloure-la en el disc, de la qual és l'obertura. Fou gravada en directe com altres cançons del disc i es van afegir més instruments durant la fase de mescles, com una guitarra acústica, percussió i un orgue. L'enregistrament es va realitzar als Rockfield Studios de Gal·les i al Parr Street Studio de Liverpool.
Originalment, el grup tenia previst llançar la cançó com a quart senzill de Parachutes, però després de l'èxit aconseguit amb els tres primers senzills al Regne Unit, se'n van desdir perquè creien que ja havien exhibit prou temps aquest disc i era millor no saturar als oients. Tanmateix, finalment van decidir llançar-lo només en alguns països on no havien tingut tan recorregut. El senzill anava acompanyat de les cançons "You Only Live Twice", que formava part de la banda sonora d'una pel·lícula amb el mateix títol de la saga James Bond, i "Bigger Stronger" extreta del seu primer EP (Safety). Ambdues cançons foren gravades durant la seva actuació al Rockefeller Music Hall de Noruega.
L'any 2004, el grup va rebutjar una oferta multimilionària perquè la cançó formés part d'un anunci de Coca-Cola Light. Tanmateix, la cançó ha estat utilitzada en diverses pel·lícules com Igby Goes Down (2002) o Garden State (2004), i també sèries de televisió Rescue Me, Odyssey 5 i Sugar Rush. L'any 2003 fou inclosa en la compilació de cançons en directe titulada Live 2003.
La crítica va valorar molt positivament la cançó, fins al punt de destacar-la com una de les millors del disc al costat de "Yellow". El videoclip fou dirigit per Tim Hope i mostra els membres del grup amb trossos de paper animats fent les tasques de la llar.

## Llista de cançons
Versió principal
1. "Don't Panic" – 2:20
2. "You Only Live Twice" (Directe a Noruega) – 4:06
3. "Bigger Stronger" (Directe a Noruega) – 4:55

Versió dels Països Baixos (2001)
1. "Don't Panic" (Edit) – 2:20
2. "Spies" (Directe a Lowlands 2000) – 6:12
3. "Bigger Stronger" (Directe a Lowlands 2000) – 4:51
4. "Yellow" (Directe a Lowlands 2000) – 4:32